# Boøwy
BOØWY (/ˈboʊi/ BOH-ee; estilizado em maiúsculas como BOØWY) foi uma banda japonesa de rock formada em Takasaki, Gunma em 1981. A composição clássica da banda, com o vocalista Kyosuke Himuro, o guitarrista Tomoyasu Hotei, o baixista Tsunematsu Matsui e o baterista Makoto Takahashi, alcançou um status lendário no Japão durante os anos 1980.
Em 1988, ano em que se separaram, se tornaram os primeiros artistas masculinos a ter três álbuns número um em um único ano na parada da Oricon. Eles foram nomeados Artista do Ano no 3º prêmio anual Japan Gold Disc Awards em 1989. O Band Boom na década de 1990 no Japão foi creditado a Boøwy por popularizar a formação de grupos musicais. Em 2003, a HMV Japan classificou Boøwy em 22º lugar em sua lista dos "100 Atos Pop Japoneses Mais Importantes".

## Carreira

### 1980–1982: Estreia e primeiros anos
Em 1979, Kyosuke Himuro estava em uma banda chamada Death Penalty, que ganhou um concurso de música realizado em sua cidade natal, Takasaki, na província de Gunma. Nesse mesmo concurso estava a banda Blue Film de Tomoyasu Hotei, que ficou em segundo lugar. Após o concurso, Death Penalty assinou com a gravadora Being Inc. se mudou para Tóquio. As coisas não correram como esperado e eles se separaram logo depois. Himuro então se juntou ao Spinach Power, mas também teve problemas e decidiu formar outra banda depois de assistir a um show do RC Succession em 1980.
Em meados da mesma época, Hotei estava em Tóquio depois de ser expulso do colégio por dizer "Jesus tinha cabelo comprido", quando sua professora o alertou sobre seu cabelo ser muito longo. Ele recebeu uma proposta de Himuro e, mesmo sem se conhecerem, decidiram começar uma banda chamada Bōi (暴威). Eles recrutaram Tsunematsu Matsui como baixista, Atsushi Moroboshi na guitarra e Kazuaki Fukazawa no saxofone e o baterista Kimura Mamoru.
Eles conseguiam um show uma vez por mês no Shinjuku Loft, mas isso não pagava as contas. Para ganhar a vida, eles começaram a trabalhar em empregos de meio período e enviaram fitas demo para várias gravadoras. Eles finalmente assinaram com a gravadora Victor e começaram a gravar seu primeiro álbum. Em maio de 1981, Kimura deixou o Bōi, pois originalmente se juntou à banda temporariamente. Ele mais tarde colaboraria com o grupo novamente quando coproduziu o segundo álbum, Instant Love de 1983. Makoto Takahashi foi levado ao Loft por um amigo para assistir a apresentação de Bōi em 11 de maio. Ele ficou impressionado e fez um teste para a banda quando soube que eles precisavam de um novo baterista. Durante o verão daquele ano, ele substituiu Kimura na bateria e Bōi se tornou uma das bandas mais populares do Loft.

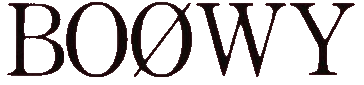
Logotipo da banda, usado desde 1985

Em janeiro de 1982, eles mudaram seu nome para Boøwy e em 21 de março lançaram seu álbum de estreia, Moral. Nessa época eles eram uma banda do tipo punk rock. Para seu show em Shibuya em 9 de setembro, Hotei queria ter uma abordagem diferente para sua música e tornar-se mais pop, mas os fãs não gostaram da mudança. Fukazawa e Moroboshi refletiram a opinião dos fãs e no dia 9 de outubro, após sua apresentação no Loft, eles deixaram a banda e Boøwy se tornou um quarteto, completando assim a formação clássica da banda.

### 1983–1988: Sucesso e separação
Em 1983, eles cortaram os laços com sua produtora e formaram sua própria companhia φ-connection com Mamoru Tsuchiya, ex-membro da Blue Film, como seu empresário. Na época, isso era inédito e desaprovado na indústria musical, então a mídia parou de promovê-los e as pessoas começaram a esquecer que Boøwy existia. Tsuchiya enfrentou uma batalha difícil para promovê-los; sem fundos, ele juntou panfletos feitos à mão, pôsteres, produtos de caracterização, os instrumentos musicais e a banda em um velho Toyota HiAce sem ar condicionado e fez uma viagem pelo Japão em busca de lugares para se apresentar. Em setembro, eles lançaram seu segundo álbum, Instant Love, pela Tokuma Japan. O álbum incorporou vários gêneros musicais, como rock progressivo, reggae e funk.
Em 1984, eles continuaram fazendo turnês em casas de shows para obter mais exposição. Eventualmente, isso valeu a pena e eles começaram a receber ofertas de diferentes gravadoras. Não querendo passar pelas mesmas dificuldades que enfrentaram em 1983, eles decidiram assinar com a produtora Yui, assinando com a Toshiba EMI. Em julho começaram a turnê Beat Emotion, que durou até dezembro. A banda então fez uma pausa de seis meses sem turnês. Boøwy se apresentou em Londres, Inglaterra, no Marquee Club em 12 de março de 1985. Seu terceiro álbum autointitulado foi lançado em junho de 1985 e foi um sucesso. Eles embarcaram na turnê Boøwy's Be Ambitious em setembro, e durou até dezembro de 1985. Em 1986 lançaram dois álbuns de estúdio, Just a Hero em março e Beat Emotion em novembro, e no final do ano tocaram no Nippon Budokan. A turnê em promoção ao novo álbum Just a Hero começou em março e terminou em 2 de julho, e filmagens da turnê foram lançadas em um álbum ao vivo. Já a turnê Rock'n Roll Circus começou em novembro de 1986 e durou até fevereiro de 1987.
O single "Marionette" foi lançado em 22 de julho de 1987, alcançou a primeira posição na Oricon e vendeu 230.000 cópias, tornando-se o 20º single mais vendido do ano. A banda realizou um show chamado Case of Boøwy no Yokohama Cultural Gymnasium, em Kanagawa e em Kobe nos dias 31 de julho e 7 de agosto de 1987, onde tocaram a maior parte de suas músicas desde a estreia até o presente por quatro horas seguidas. Eles lançaram o que seria seu último álbum de estúdio, Psychopath, em 5 de setembro. Em um show no Shibuya Public Hall em 24 de dezembro de 1987, no final da turnê do Dr. Feelman's Psychopathic Hearts Club Band, que começou em setembro, Boøwy anunciou que eles iriam se separar. Eles realizaram dois shows de despedida, apropriadamente intitulados Last Gigs (últimos shows, em inglês): duas noites no recém-inaugurado Tokyo Dome em 4 e 5 de abril de 1988. O sucesso da banda se tornou tão grande que na venda dos ingressso as as linhas telefônicas do país foram congestionadas e eles esgotaram todos os 95.000 ingressos em dez minutos.

### 1989–presente: Pós-separação
Em 1989, Boøwy foi nomeado Artista do Ano no 3º Japan Gold Disc Awards. A banda teve vários números um desde o fim, incluindo; sua coleção de Singles de 1988, This Boøwy de 1998, que vendeu mais de 1,6 milhão de cópias sendo certificado 4x platina pela RIAJ, e o DVD de 2001 de seus shows finais.
Em 1º de fevereiro de 2012, Hotei deu um show no Saitama Super Arena para comemorar seu 50º aniversário. Takahashi apareceu como um convidado especial e juntos tocaram "Justy" e "No. New York" de Boøwy. Esta foi a primeira vez que os dois se apresentaram juntos em 24 anos.
Para comemorar o 30º aniversário de Boøwy, o álbum de compilação Boøwy The Best "Story" foi lançado em 21 de março de 2013. Ele contém 32 faixas, incluindo a música "Cloudy Heart", que recebeu o maior número de votos em uma votação. O documentário e filme concerto 1224 Film the Movie 2013 estreou nos cinemas de todo o país dois dias depois.
Hotei, Takahashi e Matsui gravaram a música "Thanks a Lot" para o álbum de 2019 Guitarhythm VI Hotei. Esta foi a primeira vez que os três tocaram juntos em 31 anos.

## Legado
Em 1988, o ano em que se separaram, Boøwy se tornou o primeiro artista masculino a ter três álbuns número um em um único ano na parada da Oricon. Eles foram nomeados Artista do Ano no 3º prêmio anual Japan Gold Disc Awards em 1989.
Na década de 1990, o "Band Boom" no Japão foi creditado a Boøwy, por popularizar a formação de grupos musicais, que fez com que as vendas de instrumentos musicais atingissem um pico histórico durante a década de 1990, levando as gravadoras a assinar e estrear 80 bandas durante década de 1990 na esperança de encontrar um novo Boøwy. 
Em 2003, a HMV Japan classificou Boøwy em 22º lugar em sua lista dos "100 Atos Pop Japoneses Mais Importantes".
Em setembro de 2007, a Rolling Stone Japan classificou seu álbum Just a Hero em 75º lugar em sua lista dos "100 Maiores Álbuns de Rock Japonês de Todos os Tempos".
Seu álbum Beat Emotion foi nomeado, em 2009, número 5 na lista do Bounce de "54 Álbuns de Rock Japonês Essenciais".
Em uma pesquisa de 2012 feita pela Recochoku, Boøwy foi classificada como a banda número um que as pessoas queriam ver se reunir.
Com o lançamento de Boøwy The Best "Story" em 2013, Boøwy se tornou a segunda banda de todos os tempos, e a primeira japonesa, a alcançar o número um 20 anos depois de se separarem. The Beatles foram os primeiros.
Em 2017, Hotei sugeriu que, com seu cabelo espetado e maquiagem pesada, Boøwy poderia ter sido a primeira banda visual kei. Sempre consciente dos visuais e influenciado por David Bowie, ele explicou que "Eu também queria criar algo extraordinário e, ao usar maquiagem, senti que tinha outra identidade. Achei que adicionar um pouco de fantasia à música rock criaria mais profundidade na música."

## Integrantes
- Kyosuke Himuro (氷室京介) – vocais principais
- Tomoyasu Hotei (布袋寅泰) – guitarra, teclado, vocais de apoio
- Tsunematsu Matsui (松井恒松) – baixo
- Makoto Takahashi (高橋まこと) – bateria

### Ex integrantes
- Mamoru Kimura (木村マモル) – bateria (1981)
- Kazuaki Fukasawa (深沢和明) – saxofone, vocais de apoio (1981–1982)
- Atsushi Moroboshi (諸星アツシ) – guitarra (1981–1982)

## Discografia

### Álbuns de estúdio
- Moral (March 21, 1982), Posição de pico na Oricon Albums Chart: No. 2 (relançamento de 1989)[13]
- Instant Love (25 de setembro de 1983) No. 3 (relançamento de 1988)
- Boøwy (21 de junho de 1985) No. 48
- Just a Hero (1 de março de 1986) No. 5
- Beat Emotion (8 de novembro de 1986) No. 1
- Psychopath (5 de setembro de 1987) No. 1

### Singles
- "Honky Tonky Crazy" (ホンキー・トンキー・クレイジー, Honkī Tonkī Kureijī, 1 de junho de 1985), Posição de pico na Oricon Albums Chart: No.61[24]
- "Bad Feeling" (22 de agosto de 1985) No. 46[24]
- "Wagamama Juliet" (わがままジュリエット, Wagamama Jurietto) (1 de fevereiro de 1986) No. 39[24]
- "B･Blue" (29 de setembro de 1986) No. 7[24]
- "Only You" (6 de abril de 1987) No. 4[24]
- "Marionette" (Marionette -マリオネット-, Marionetto, 22 de julho de 1987) No. 1[24]
- "Kisetsu ga Kimi Dake wo Kaeru" (季節が君だけを変える, 26 de outubro de 1987) No. 4[24]
- "Dakara" (3 de fevereiro de 1988) No. 2[24]
- "Instant Love" (25 de março de 1988) No. 70[24]
- "Oh! My Jully Part I" (25 de março de 1988) No. 78[24]
- "My Honey" (25 de abril de 1988)
- "Funny-Boy" (25 de abril de 1988)

### Álbuns ao vivo
- "Gigs" Just a Hero Tour 1986 (31 de julho de 1986) No. 1 (1989 re-release)[13]
- "Last Gigs" (3 de maio de 1988) No. 1[13]
- "Gigs" Case of Boøwy (28 de novembro de 2001) No. 3[13]
- Gigs at Budokan Beat Emotion Rock'n Roll Circus Tour 1986.11.11~1987.2.24 (February 24, 2004) No. 7[13]
- "Last Gigs" Complete (5 de abril de 2008, "Last Gigs" com mais faixas) No. 10[25]
- "Gigs" Case of Boøwy Complete (24 de dezembro de 2012) No. 72[25]
- "Gigs" Just a Hero Tour 1986 Naked (24 de dezembro de 2012) No. 15[25]
- "Gigs" Case of Boøwy -The Original- (7 de agosto de 2017) No. 6[25]
- "Gigs" Case of Boøwy at Kobe (7 de agosto de 2017) No. 44[25]
- "Gigs" Case of Boøwy at Yokohama (7 de agosto de 2017) No. 36[25]
- Last Gigs -The Original- (12 de junho de 2019) No. 3[25]
- Last Gigs -1988.04.04- (12 de junho de 2019) No. 33[25]
- Last Gigs -1988.04.05- (12 de junho de 2019) No. 32[25]

### Álbuns de compilação
- Moral+3 (3 de fevereiro 1988) No. 1[13]
- Singles (24 de dezembro de 1988) No. 1[13]
- Boøwy Complete Limited Edition (24 de dezembro de 1991, box set includes all 6 studio albums, "Gigs" Just A Hero Tour 1986, Last Gigs, Singles and a "Specials" disc)
- Boøwy Complete Required Edition (3 de março de 1993) No. 3[13]
- This Boøwy (25 de fevereiro de 1998) No. 1[25]
- Boøwy Complete 21st Century 20th Anniversary Edition (March 29, 2002, re-release of Boøwy Complete Limited Edition) No. 14[25]
- This Boøwy Dramatic (5 de setembro de 2007) No. 4[25]
- This Boøwy Drastic (5 de setembro de 2007) No. 5[25]
- Boøwy+1 (5 de augusto de 2012) No. 118[25]
- Boøwy Single Complete (27 de fevereiro de 2013)
- Boøwy The Best "Story" (21 de março de 2013) No. 1[25]
- Boøwy 1224 Film the Movie 2013- Original Soundtrack (31 de maio de 2013)

### Outros álbuns
- Orchestration Boøwy (9 de agosto de 1989)
- Moral - Trance Mix (23 de janeiro de 2002) No. 13[13]
- Instant Love - Hammer Trance (21 de agosto de 2002) No. 83[13]
- Boøwy Tribute (24 de dezembro de 2003)
- Boøwy Respect (24 de dezembro de 2003)